# كاميرون هاربر
كاميرون هاربر (بالإنجليزية: Cameron Harper)‏ هو لاعب كرة قدم بريطاني وأمريكي في مركز الوسط، ولد في 19 نوفمبر 2001 في ساكرامنتو في الولايات المتحدة.